# Sveriges ungdomsminister
Ungdomsminister kallas det statsråd i Sveriges regering som har på sitt bord och är ansvarig att driva ungdomsärenden i regeringsarbetet. Posten har historiskt förflyttats mellan ett flertal olika departement och har oftast ingått i en bredare ministerportfölj, exempelvis inkluderande utbildnings och kulturfrågor. Nedan listas vilka statsråd som ansvarat för ungdomsfrågor i Sverige, och i kursiv text vilket departement statsrådet tillhörde. 1958 myntades ämbetet ungdomsminister, sedan dess har frågorna kategoriseras under en minister med undantagen 1965-1969, 1973-1981 och 1982-1986. Om inte benämningen ungdomsminister formellt sett ettikeras, listas statsrådet som handlägger ungdomsfrågor oavsett.

## Lista över Sveriges ungdomsministrar
| Nr |  | Ungdomsminister                            | Titel | Tillträdde        | Avgick                      | Varaktighet        | Parti | Parti              | Regering                           |
| -- |  | ------------------------------------------ | --- | ----------------- | --------------------------- | ------------------ | ----- | ------------------ | ---------------------------------- |
| 1  |  | Sven af Geijerstam (1913–1990)             | Juristkonsult och kyrko- och ungdomsminister Utbildningsdepartementet | 29 augusti 1958   | 19 april 1963               | 4 år och 233 dagar |       | Socialdemokraterna | Erlander III S                     |
| 2  |  | Olof Palme (1927–1986)                     | Ungdomsminister Utbildningsdepartementet | 19 april 1963     | 25 november 1965            | 2 år och 220 dagar |       | Socialdemokraterna | Erlander III S                     |
| 3  |  | Camilla Odhnoff (1928–2013)                | Familje-, ungdoms- och invandrarminister Socialdepartementet | 14 oktober 1969   | 3 november 1973             | 4 år och 20 dagar  |       | Socialdemokraterna | Palme I S                          |
| 4  |  | Ulla Tillander (1931–1994)                 | Skol- och ungdomsminister Utbildningsdepartementet | 22 maj 1981       | 8 oktober 1982              | 1 år och 139 dagar |       | Centerpartiet      | Fälldin III C – FP                 |
| 5  |  | Ulf Lönnqvist (1936–2022)                  | Idrotts-, turism- och ungdomsminister Jordbruksdepartementet | 10 oktober 1986   | 4 oktober 1988              | 1 år och 360 dagar |       | Socialdemokraterna | Carlsson I S                       |
| 6  |  | Margot Wallström (född 1954)               | Konsument-, kyrko- och ungdomsminister Civildepartementet | 4 oktober 1988    | 4 oktober 1991              | 3 år och 0 dagar   |       | Socialdemokraterna | Carlsson I S Carlsson II S         |
| 7  |  | Inger Davidson (född 1944)                 | Civil-, konsument-, kyrko-, och ungdomsminister Civildepartementet | 4 oktober 1991    | 7 oktober 1994              | 3 år och 3 dagar   |       | Kristdemokraterna  | Carl Bildt M – FP – C – KD         |
| 8  |  | Marita Ulvskog (född 1951)                 | Civil-, kyrko-, idrotts-, jämställdhets-, ungdoms-, och konsumentminister Civildepartementet | 7 oktober 1994    | 22 mars 1996                | 1 år och 167 dagar |       | Socialdemokraterna | Carlsson III S                     |
| 9  |  | Leif Blomberg (1941–1998)                  | Integrations-, idrotts-, ungdoms-, och konsumentminister Civildepartementet | 22 mars 1996      | 2 mars 1998†                | 1 år och 345 dagar |       | Socialdemokraterna | Persson S                          |
| 10 |  | Lars Engqvist (född 1945)                  | Integrations-, idrotts-, ungdoms-, och konsumentminister Inrikesdepartementet | 25 mars 1998      | 7 oktober 1998              | 0 år och 196 dagar |       | Socialdemokraterna | Persson S                          |
| 11 |  | Ulrica Messing (född 1968)                 | Integrations-, idrotts-, och ungdomsminister Kulturdepartementet | 7 oktober 1998    | 16 oktober 2000             | 2 år och 8 dagar   |       | Socialdemokraterna | Persson S                          |
| 12 |  | Britta Lejon (född 1964)                   | Demokrati-, konsument-, ungdoms-, och förvaltningsminister Justitiedepartementet | 16 oktober 2000   | 15 oktober 2002             | 1 år och 364 dagar |       | Socialdemokraterna | Persson S                          |
| 13 |  | Lena Hallengren (född 1973)                | Förskole- och ungdomsminister, minister för vuxnas lärande Utbildningsdepartementet | 21 oktober 2002   | 6 oktober 2006              | 3 år och 350 dagar |       | Socialdemokraterna | Persson S                          |
| 14 |  | Nyamko Sabuni (född 1969)                  | Integrations-, jämställdhets-, demokrati-, ungdoms-, och konsumentminister Jämställdhets- och ungdomsminister (från 5 oktober 2010) Integrations- och jämställdhetsdepartementet Utbildningsdepartementet (från 1 januari 2011) | 6 oktober 2006    | 21 januari 2013             | 6 år och 107 dagar |       | Folkpartiet        | Reinfeldt M – FP – C – KD          |
| 15 |  | Maria Arnholm (född 1958)                  | Jämställdhets- och ungdomsminister Utbildningsdepartementet | 21 januari 2013   | 3 oktober 2014              | 1 år och 255 dagar |       | Folkpartiet        | Reinfeldt M – FP – C – KD          |
| 16 |  | Aida Hadžialić (född 1987)                 | Gymnasie-, ungdoms- och kunskapslyftsminister Utbildningsdepartementet | 3 oktober 2014    | 15 augusti 2016             | 1 år och 317 dagar |       | Socialdemokraterna | Löfven I S – MP                    |
| -  |  | Helene Hellmark Knutsson (tf.) (född 1963) | Gymnasie-, ungdoms- och kunskapslyftsminister Utbildningsdepartementet | 15 augusti 2016   | 13 september 2016           | 0 år och 29 dagar  |       | Socialdemokraterna | Löfven I S – MP                    |
| 17 |  | Anna Ekström (född 1959)                   | Gymnasie-, ungdoms- och kunskapslyftsminister Utbildningsdepartementet | 13 september 2016 | 21 januari 2019             | 2 år och 130 dagar |       | Socialdemokraterna | Löfven I S – MP                    |
| 18 |  | Amanda Lind (född 1980)                    | Kultur- och demokratiminister samt minister med ansvar för idrottsfrågorna Kulturdepartementet | 21 januari 2019   | 30 november 2021            | 2 år och 313 dagar |       | Miljöpartiet       | Löfven II S – MP Löfven III S – MP |
| 19 |  | Jeanette Gustafsdotter (född 1965)         | Kultur- och demokratiminister Kulturdepartementet | 30 november 2021  | 18 oktober 2022             | 0 år och 322 dagar |       | Socialdemokraterna | Andersson S                        |
| 20 |  | Jakob Forssmed (född 1974)                 | Socialminister Socialdepartementet | 18 oktober 2022   | innehar fortfarande ämbetet | 2 år och 152 dagar |       | Kristdemokraterna  | Kristersson M – KD – L             |